# Andreas Ommer
Andreas Ommer (* 9. November 1963 in Mülheim an der Ruhr) ist ein deutscher Facharzt für Allgemein- und Viszeralchirurgie. Er ist niedergelassener Arzt im Kompetenzzentrum für Koloproktologie im End- und Dickdarmzentrum Essen. Ommer ist Experte auf den Gebieten der Proktologie und der Koloproktologie.

## Leben
Ommer studierte von 1983 bis 1989 Humanmedizin an der Universitätsklinik Essen. Nach der Approbation 1989 und Promotion 1989 im Institut für Anatomie der Universität-GHS Essen war er von 1989 bis 1996 als Assistenzarzt in der Chirurgischen Klinik des Evangelischen Bethesda-Krankenhauses Duisburg (Chefarzt W. Stremmel) tätig. Nach der Facharztanerkennung arbeitete er von 1996 bis 1998 als Facharzt der Koloproktologie in der Koloproktologischen Klinik des St. Joseph - Hospitals Duisburg (Chefarzt S. Athanasiadis), es folgte eine Oberarzttätigkeit von 2000 bis 2001 in der Koloproktologischen Klinik des Prosper-Hospitals Recklinghausen (Chefarzt E. Berg).
Danach wechselte er 2001 als Oberarzt in die Klinik für Chirurgie und das Zentrum für Minimalinvasive Chirurgie der Kliniken Essen-Mitte, Evang.Huyssens-Stiftung (Chefarzt M.K. Walz). Dort vertrat er den Bereich der Koloproktologie. Ab 2005 war er als Leitender Oberarzt und Chefarztvertreter tätig. 2011–2024 war Ommer in Essen in einer proktologischen Schwerpunktpraxis niedergelassen. 
Neben dem deutschen Facharzttitel für Chirurgie sowie der Zusatzbezeichnung für Proktologie und Schwerpunktbezeichnungen für Viszeralchirurgie und Spezielle Viszeralchirurgie erlangte Ommer als einer der ersten deutschen Chirurgen auch den europäischen Facharzttitel für Koloproktologie.
Ommer ist seit 2009 als Prüfer für die Fachbereiche Allgemeinchirurgie, Viszeralchirurgie und Proktologie bei der Ärztekammer Nordrhein tätig.

## Wissenschaftliche Beiträge
Wissenschaftlich beschäftigt sich Ommer mit allen Bereichen der Koloproktologie.
Ommer war Referent auf verschiedenen nationalen Kongressen. Er ist außerdem Autor wissenschaftlicher Beiträge in Fachzeitschriften sowie Büchern, hauptsächlich zum Themenbereich der Koloproktologie.
Ommer ist Mitherausgeber der Zeitschrift coloproctology des Springer-Verlages. Die Zeitschrift ist das Verbandsjournal der Fachgesellschaften Deutsche Gesellschaft für Koloproktologie (DGK), Berufsverband der Coloproktologen Deutschlands (BCD), Arbeitsgemeinschaft für Coloproctologie (ACP) der Österreichischen Gesellschaft für Chirurgie, Schweizerische Arbeitsgruppe für Koloproktologie (SAKP), Deutsche Gesellschaft für Neurogastroenterologie und Motilität (GNM).
Im Auftrag der Deutschen Gesellschaft für Allgemein- und Viszeralchirurgie und als offizieller Leitlinienbeauftragter der Chirurgischen Arbeitsgemeinschaft für Coloproktologie (CACP) war Ommer verantwortlicher Autor für die Erstellung von Leitlinien zu den Themen:
- Kryptoglanduläre Analfisteln (2011, revidierte Fassung 2017)
- Analabszesse (2012, revidierte Fassung 2017)
- Rektovaginale Fisteln (2012, revidierte Fassung 2017)
- Sinus pilonidalis (2014)

## Wissenschaftliche Vereinigungen
Ommer fungierte in mehreren Fachgesellschaften:
- Berufsverband der Coloproktologen Deutschlands (BCD; Mitglied des Beirates)
- Vereinigung der Koloproktologen an Rhein und Ruhr (VKRR; Stellvertretender Vorsitzender, designierter Vorsitzender ab Nov.2024)

Als Gutachter war er unter anderem für die wissenschaftlichen Fachzeitschriften : Colorect Dis, Advances in surgery, Diseases of the Colon and Rectum, Zentralblatt für Chirurgie, Techniques in Coloproctology, Hindawi, Geburtshilfe und Frauenheilkunde, Gastroenterology Research and Practice, Clin. Exper. Gastroenterology, und Der Chirurg tätig.

## Publikationen
Ommer publizierte ca. 100 Artikel in wissenschaftlichen Fachzeitschriften und Büchern. Er ist Mitherausgeber der 3. Auflage des proktologischen Werkes Chirurgische Proktologie.

### Bücher
- Expertise Allgemein- und Viszeralchirurgie Koloproktologie[2]
- Evidenzbasierte Viszeralchirurgie benigner Erkrankungen – Leitlinien und Studienlage[3]
- Chirurgische Proktologie.[4] Neuauflage 2024 in Vorbereitung
- Operative Techniques and Recent Advances in Acute Care and Emergency Surgery[5]
- Manual für Koloproktologie

### Sonstiges
Neben seiner Arbeit als Mediziner stellte Ommer ein Verzeichnis aller Operngesamtaufnahmen zusammen, das bei Directmedia auf CD-ROM erschien.